# Беренгарія Наваррська
Беренгарія Наварська (баск. Berengela, ісп. Berenguela, фр. Bérengère) (1165—1170 — 23 грудня 1230) — найстарша дочка Санчо IV Наварського. Королева Англії. Дружина англійського короля Річарда I Левове Серце. Єдина англійська королева, що за весь час шлюбу жодного разу не ступала землею Англії.

## Біографія
Народилася між 1165—1170 рр. Її батько був правителем королівства Навара на півночі Іспанії. Нібито 1180 року на лицарському турнірі у Памплоні, куди Річарда запросив батько Беренгарії, познайомилася з майбутнім чоловіком. Переговори про одруження почалися в 1190 році, організацією шлюбу займалася мати Річарда Левове Серце Елеонора Аквітанська, якій тоді виповнилося уже близько 66-70 років. Проте Амбруаз, середньовічний трувер і хроніст, що супроводжував Річарда у хрестовому поході, в своїй «Історії священної війни» каже, що ініціатором шлюбу був якраз Річард, палко закоханий у Беренгарію. У будь-якому разі саме в супроводі Елеонори Аквітанської Беренгарія прибула з рідної Навари до Кіпру, де відбулося її весілля з Річардом Левове Серце 12 травня 1191 року. Нареченому було 34 роки. Того ж дня Беренгарію коронували як королеву Англії.

## Шлюб
Була одружена з королем Англії Річардом I Левове Серце.
Шлюб мав політичне значення. Герцогство Аквітанське межувало з Наварою, отже шлюб посилював політичний вплив Річарда у регіоні і забезпечував спокій на кордоні.
Беренгарія також супроводжувала чоловіка у Третьому хрестовому поході. Вони одружилися 12 травня 1191 року у захопленому Річардом Кіпрі, коли той прямував у Хрестовий похід.
Шлюб був невдалий. Після 1196 року немає жодної згадки про зустріч між подружжям. Дітей у Беренгарії і Річарда не було.
Після смерті чоловіка у 1199 році, більше не виходила заміж і не мала дітей, через що деякі історики висловлюють думку ніби Беренгарія була безплідна.

## Вдівство
Як вдова Річарда, мала право на «долю вдови», майно і кошти, які мали забезпечили її життя після смерті чоловіка. Проте всі її звернення наступник Річарда на англійському престолі Іоанн Безземельний ігнорував. Навіть втручання Папи Римського, його погрози накласти на Англію інтердикт (заборону на проведення деяких релігійних церемоній. Зокрема, в XIII ст. при інтердикті заборонялося ховати померлих в освяченій землі) не допомогло Беренгарії добитися справедливості. «Доля вдови» Беренгарії включала Аквітанію. Після смерті Алієнори Аквітанської у 1204 році Іоанн віддав Беренгарії Ле-Ман замість Аквітанії. Нібито була досягнена домовленість між Іоанном і Беренгарією стосовно належного вдові забезпечення, але після смерті англійського короля він залишився винним вдові свого брата Річарда близько 4000 фунтів. Вирішити фінансові питання Беренгарії вдалося лише за правління Генріха III, сина Іоанна Безземельного. У Ле-Мані Беренгарія доживала віку, опікуючись релігійними установами. В 1228 році вона заснувала абатство Епо, в якому була похована після смерті.